# Stanley Stanyar
Stanley Stanyar   (Gatineau, 29 de desembre de 1905 - Val-des-Monts, 5 de juny de 1983) va ser un remer quebequès que va competir durant la dècada de 1930.
El 1932 va prendre part en els Jocs Olímpics de Los Angeles, on guanyà la medalla de bronze en la competició del vuit amb timoner del programa de rem.